# حسن مدن
د. حسن مدن، من مواليد البحرين 1956، كاتب ومفكربحريني حاصل على دكتوراه فلسفة في التاريخ الحديث والمعاصر، صدرت له عدة مؤلفات، من أبرزها: (خارج السرب)، (الثقافة في الخليج: أسئلة برسم المستقبل)، (ترميم الذاكرة)، (الكتابة بحبر أسود)، (للأشياء أوانها).عمل رئيس تحرير نشرة التقدمي.

## كتب
كتب د. حسن المدن العديد من الكتب وهي:
| اسم الكتاب                                | الناشر                                                            | عدد الصفحات | سنة النشر | ردمك ISBN            |
| ----------------------------------------- | ----------------------------------------------------------------- | ----------- | --------- | -------------------- |
| الكتابة بحبر أسود                         | مسعى للنشر                                                        | 268         | 2015      |                      |
| للأشياء أوانها                            | مسعى للنشر                                                        | 258         | 2019      |                      |
| ترميم الذاكرة                             | المؤسسة العربية للدراسات والنشر                                   | 118         | 2008      | (ردمك 9789995800017) |
| خارج السرب                                |                                                                   | 180         | 1999      | (ردمك 8140080159535) |
| زهرة النيلوفر                             | دائرة الثقافة والإعلام - حكومة الشارقة                            | 237         | 1999      |                      |
| يوميات التلصص                             | مسعى للنشر                                                        | 276         | 2019      |                      |
| مزالق عالم يتغير                          | الشارقة : دائرة الثقافة والإعلام                                  | 236         | 1999      |                      |
| الثقافة في الخليج : أسئلة برسم المستقبل   | الشارقة : اتحاد كتاب وأدباء الإمارات                              | 227         | 2001      |                      |
| اشكالية التأريخ الثقافي في مجتمع الإمارات | الشارقة : دائرة الثقافة والإعلام                                  | 107         | 2001      | (ردمك 9948047966)    |
| تنور الكتابة                              | الشارقة : دار الخليج للصحافة والطباعة والنشر مركز الخليج للدراسات | 230         | 2002      |                      |
| لا قمر في بغداد قبل الحرب - بعد الحرب     | الشارقة : دار الخليج للصحافة والطباعة والنشر مركز الخليج للدراسات | 144         | 2005      |                      |

## مقالات
له الكثير من المقالات منها:
- ليس ظاهرة خليجية[7]
- المجتمع المدني بين «التقديس» و«الشيطنة»[8]